# Queen Silvia Nursing Award
Der Queen Silvia Nursing Award ist ein Preis aus Schweden, der an Pflegekräfte in mittlerweile vier europäischen Ländern verliehen wird. Er ist mit 6.000 Euro pro Preisträger dotiert.
Der Preis wurde von Swedish Care International ins Leben gerufen und 2013 anlässlich des 70. Geburtstages von Königin Silvia von Schweden gestiftet. Im Folgejahr wurde er erstmals auch in Finnland verliehen, 2016 in Polen und 2017 in Deutschland. 2020 kamen Litauen und die USA dazu, 2021 Brasilien.

## Gewinner
| Jahr | Gewinner (Schweden) | Gewinner (Finnland) | Gewinner (Polen)         | Gewinner (Deutschland) | Gewinner (Litauen)    | Gewinner (USA)   | Gewinner (Brasilien) |
| ---- | ------------------- | ------------------- | ------------------------ | ---------------------- | --------------------- | ---------------- | -------------------- |
| 2013 | Hanna Davidsson     | (nicht vergeben)    | (nicht vergeben)         | (nicht vergeben)       | (nicht vergeben)      | (nicht vergeben) | (nicht vergeben)     |
| 2014 | Emilia Engman       | Laura Virtanen      | (nicht vergeben)         | (nicht vergeben)       | (nicht vergeben)      | (nicht vergeben) | (nicht vergeben)     |
| 2015 | Pernilla Rönntoft   | Elias Kallio        | (nicht vergeben)         | (nicht vergeben)       | (nicht vergeben)      | (nicht vergeben) | (nicht vergeben)     |
| 2016 | Saga Wahlström      | Michelle Ena        | Natalia Duszeńska        | (nicht vergeben)       | (nicht vergeben)      | (nicht vergeben) | (nicht vergeben)     |
| 2017 | Rebecca Eriksson    | Katri Sajama        | Aldona Reczek-Chachulska | Berit Ehmann           | (nicht vergeben)      | (nicht vergeben) | (nicht vergeben)     |
| 2018 |                     |                     |                          | Annette Löser          | (nicht vergeben)      | (nicht vergeben) | (nicht vergeben)     |
| 2019 |                     |                     |                          |                        | (nicht vergeben)      | (nicht vergeben) | (nicht vergeben)     |
| 2020 | Lisabet Lindbäck    | Inka Häkkinen       | Radosław Romanek         | Linda Smit             | Karolina Adomavičiūtė | Brooke Tamble    | (nicht vergeben)     |
| 2021 | Caroline Bjarnev    | Markus Suominen     | Julia Osiecka            | Stephan Wengel         | Silvija Sutkutė       | Michael Drake    | Jean Singh           |